# Albina Ahatova
Albina Ahatova (n. 13 noiembrie 1976, Nikolsk⁠(d), RSFS Rusă, URSS) este o biatlonistă ce a reprezentat Rusia, medaliată olimpică. A participat la 3 ediții ale Jocurilor Olimpice (1998, 2002, 2006) în care a câștigat o medalie de aur, o medalie de argint și 3 medalii de bronz.